# Вербін Анатолій Васильович
Вербін Анатолій Васильович (15 квітня 1937 рік, с. Жовтневе, Рильського району, Курської області) − (14 вересня 1990 рік,           м. Кременчук, Полтавської області, Україна) — міський голова м. Кременчука Полтавської області з 1980 по 1986 рік.

## Біографія
Вербін Анатолій Васильович — народився 15 квітня 1937 року у селі Жовтневому Рильського району Курської області у багатодітній сім'ї. По закінченню Рильського будівельного технікуму був направлений на роботу в райони освоєння цілинних земель Оренбурзької області. Звідти був призваний на службу у лави радянської армії. Проходив службу у Далекосхідному військовому окрузі. Після закінчення Харківського інженерно-будівельного інституту в 1964 році був направлений на будівництво Кременчуцького нафтопереробного заводу, де спочатку працював майстром, потім виконробом та начальником дільниці. З лютого 1973 року по травень 1977 року працював заступником голови виконавчого комітету Кременчуцької міської ради народних депутатів, а в травні цього ж року був обраний головою виконкому Комсомольської міської ради народних депутатів Полтавської області.
З травня 1980 року по червень 1986 року  - голова виконкому Кременчуцької міської ради народних депутатів. 
Анатолій Васильович Вербін належав до тієї категорії людей, які постійно рухалися вперед. Сповнений ідей, проектів, планів. Він присвятив своє життя служінню людям, розбудові Кременчука і заслужив повагу та людську шану. За станом здоров'я і за особистим проханням був переведеним керуючим філією "Промінвестбанк", де й працював до останньої можливості. 14 вересня 1990 року після тяжкої тривалої хвороби, у віці 53 роки помер та був захоронений на центральній алеї Новоревівського кладовища міста Кременчука.
У вересні 2022 року було вшановано пам'ять колишнього міського голови Вербіна Анатолія Васильовича в місті Кременчуці шляхом встановлення меморіальної дошки за адресою: вул. Гоголя, 1.  
За часів його керівництва містом було збудовано багато об'єктів міської інфраструктури:
- навчально-лабораторний корпус Кременчуцького політехнічного інституту,
- приміщення міської ради,
- приміщення Кременчуцького педагогічного училища
- Кременчуцька міська поліклініка №4,
- Кременчуцький будинок дитини,
- психоневрологічний санаторій «Славутич»,
- приміщення санепідемстанції,
- приміщення станції швидкої медичної допомоги,
- машинобудівний технікум з гуртожитком,
- станція юних техніків,
- наркологічний диспансер,
- жіночі консультації,
- стоматполіклініки, в тому числі і дитяча,
- госпіталь інвалідів війни,
- медсанчастина НПЗ,
- училище №7 з гуртожитком,
- дитсадки,
- школи №1, №6, №30, №31,
- будинок побуту на Молодіжному,
- швейна фабрика,
- тролейбусне депо,
- бульвар Пушкіна.

## Нагороди
- медаль «За доблесну працю»,
- орден «Знак пошани»,
- почесні грамоти.